# Polypodium martii
Polypodium martii là một loài dương xỉ trong họ Polypodiaceae. Loài này được Colla mô tả khoa học đầu tiên năm 1836.
Danh pháp khoa học của loài này chưa được làm sáng tỏ. 